# Art Linkletter
Art Linkletter est un acteur et producteur canadien né le 17 juillet 1912 à Moose Jaw, Saskatchewan (Canada) et mort le 26 mai 2010.

## Biographie
En 1955, Art Linkletter est l'un des présentateurs de l'émission d'ABC Dateline : Disneyland, pour l'inauguration du parc Disneyland. C'est cette participation qui lui a valu d'être nommée Disney Legends en 2005.
Art Linkletter est également connu pour avoir été vagabond de 16 à 20 ans (1928-1932) avant et pendant la Grande Dépression (1929-1939). De plus il révèle avoir été adopté à la naissance par le pasteur Linkletter et son épouse, ses parents biologiques ne pouvant subvenir aux besoins d'une famille nombreuse. En 1934 il est diplômé pour devenir professeur dans le public, mais il trouve un travail bien mieux payé à la radio, début d'une longue carrière, avec le soutien de son épouse durant 74 ans de mariage (elle mourra un an après lui en 2011 à 96 ans).

## Filmographie

### comme acteur
- 1946 : People Are Funny : Art Linkletter
- 1950 : Champagne for Caesar (en) : Happy Hogan
- 1950 : Life with Linkletter (série TV) : Host
- 1957 : La Reine des neiges (Snezhnaya koroleva) : prologue en anglais
- 1965 : Hollywood Talent Scouts (série TV) : Host

### comme producteur
- 1964 : Philippine Adventure